# Rathaus Rostock

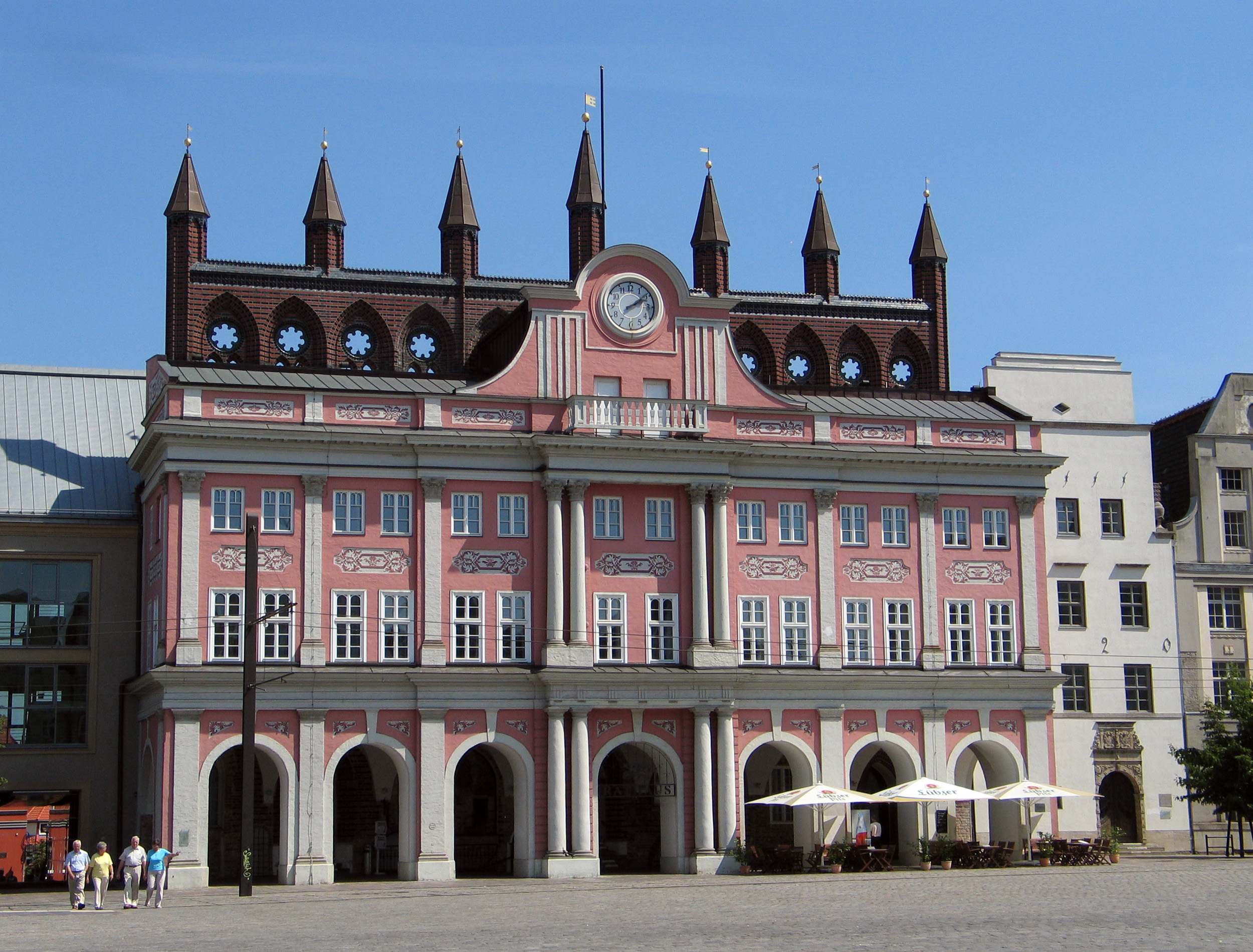
Rostocker Rathaus

Das Gebäude des historischen Rathauses steht auf dem Neuen Markt von Rostock und war ursprünglich ein Verbund aus drei Häusern, dessen Entstehung bis in das 13. Jahrhundert zurückreicht. Es ist der älteste erhaltene Profanbau der Stadt und gilt – wie auch das Lübecker Rathaus und das Stralsunder Rathaus – als einer der bedeutendsten Profanbauten der Backsteingotik im Ostseeraum.
Die Fassade des mittelalterlichen Rathauses wird heute durch barocke Vor- und Umbauten zu großen Teilen verdeckt und das historische Gebäude selbst in der Vergangenheit auf Grund des steigenden Bedarfs der Stadtverwaltung mehrfach erweitert. Die letzte Erweiterung erfolgte zwischen 2010 und 2012 durch Integration der zwei neben dem Rathaus liegenden Giebelhäuser am Neuen Markt und eines historischen Gebäudes in der Großen Wasserstraße in den Rathauskomplex.

## Entstehung und Lage
Siehe auch: Geschichte Rostocks

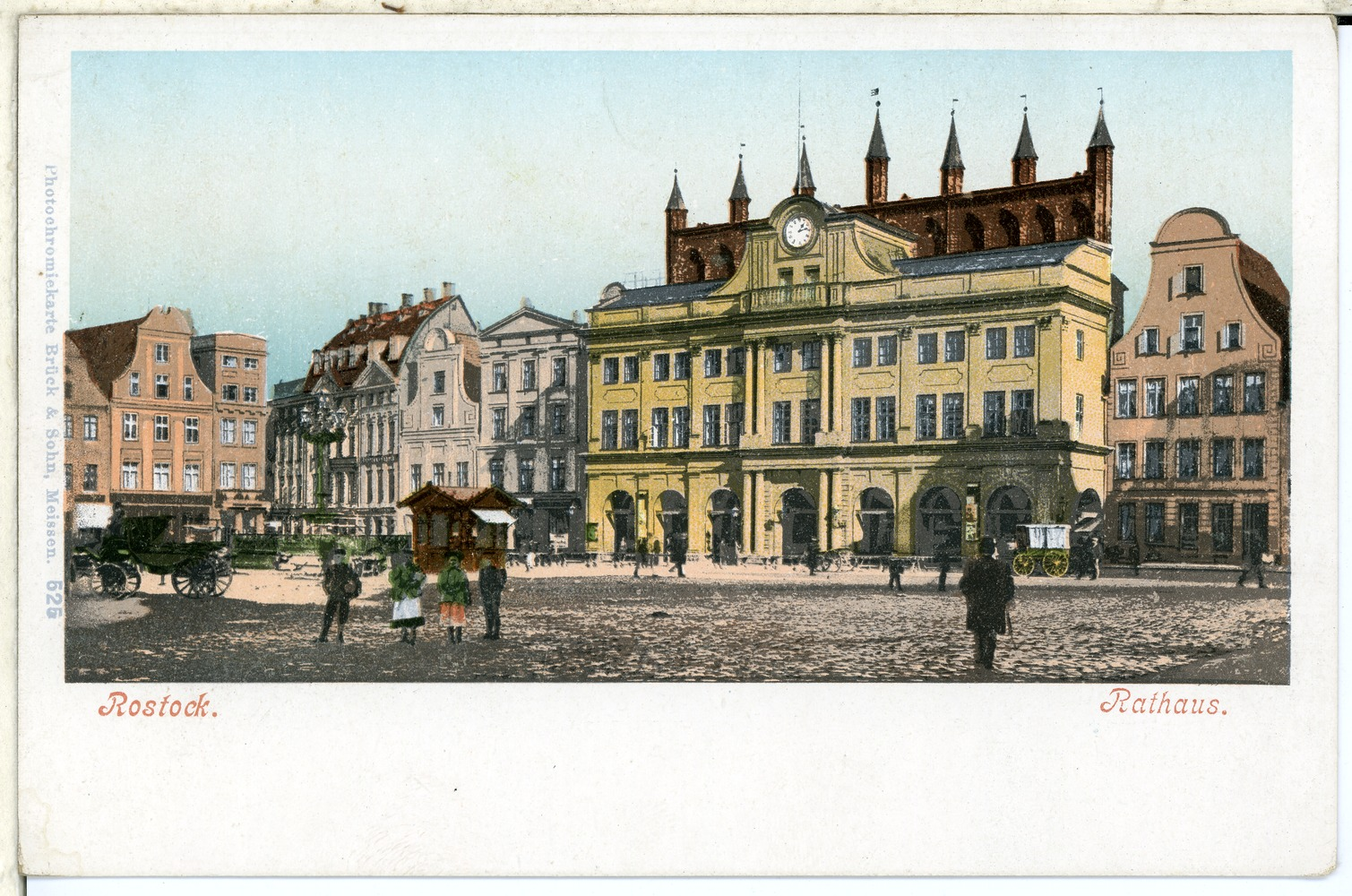
Rostocker Rathaus mit umgebenden Bauten 1898

1218 wurde der deutschen Kaufmannssiedlung um die Petrikirche das Stadtrecht bestätigt, spätestens um diese Zeit wird die Altstadt über ein Rathaus am Alten Markt verfügt haben. Wenn auch die Mittelstadt um die Marienkirche und die westliche Neustadt um die Jakobikirche nicht das formale Stadtrecht besaßen, so lassen sich doch eigene Räte erschließen. Ausgrabungen förderten 1999 die Reste eines Gebäudes mitten auf dem Neuen Markt zutage, das als mittelstädtisches Rathaus interpretiert wird. Das neustädtische Rathaus befand sich freistehend auf dem Hopfenmarkt und wurde 1419 zum Auditorium Magnum der Universität umfunktioniert.
Nach dem Zusammenschluss der drei Teilstädte 1265 wurde der Neue Markt zum Standort eines neuen, größeren Rathauses der Gesamtstadt festgelegt. Nicht der kleine, bereits existierende Bau wurde erweitert, sondern ein viel größer dimensioniertes Rathaus an der Ostseite des Platzes errichtet. Anders als in Lübeck oder Stralsund bildet es kein Ensemble mit der Hauptpfarrkirche, sondern steht in einiger Entfernung von der Marienkirche an der Hauptverbindungsstraße der drei Keimsiedlungen. Direkt auf die Schaufront läuft die Kröpeliner Straße zu, die in dem Abschnitt zwischen Neuem Markt und Fauler Grube vom Mittelalter bis in die unmittelbare Nachkriegszeit „Blutstraße“ hieß.

## Der gotische Bau

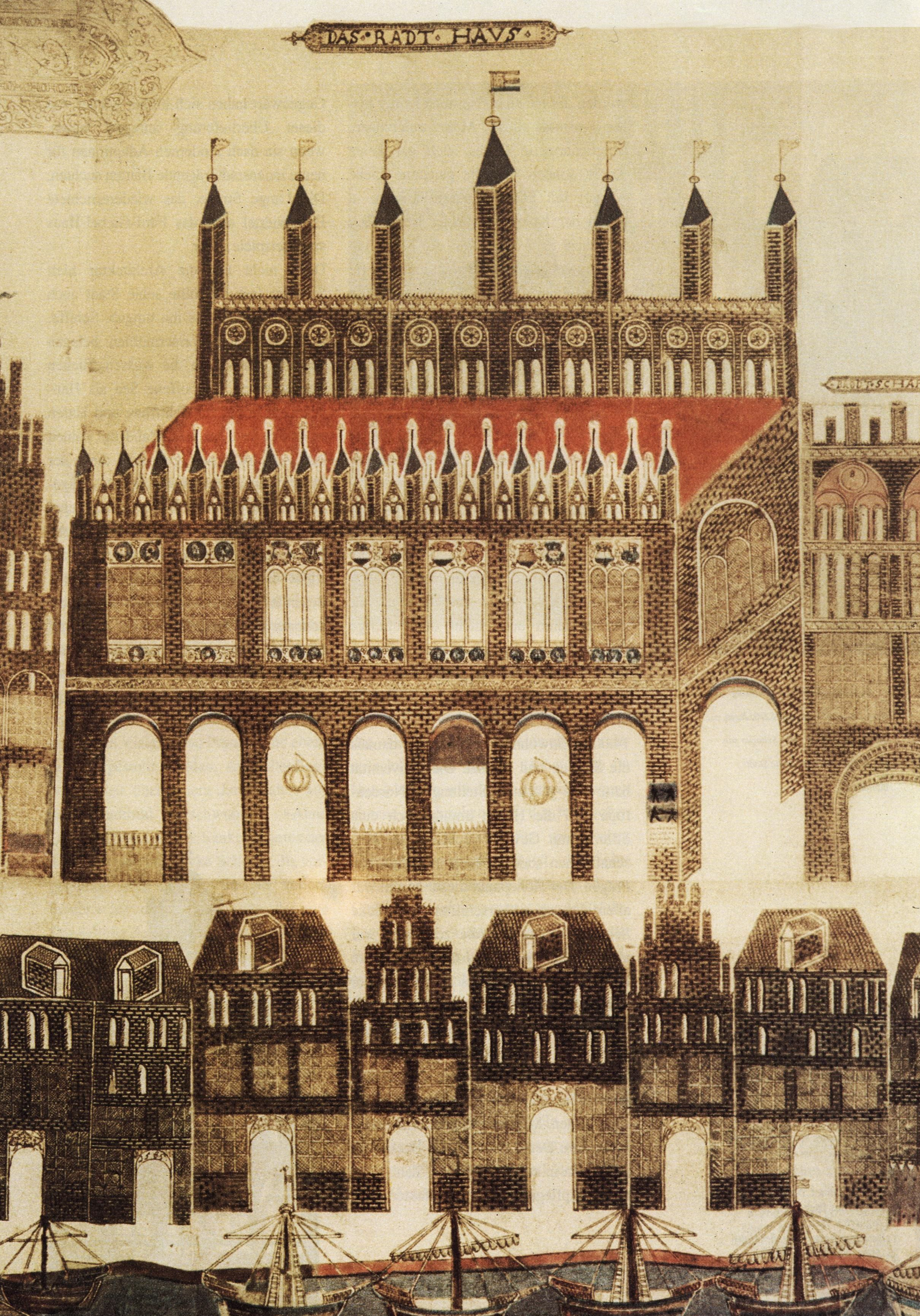
Rathaus mit erster Laube aus Backstein in der Darstellung auf der Vicke-Schorler-Rolle.

Der gotische Bau gehörte zu den prächtigsten backsteingotischen Rathäusern des Ostseeraumes und war denen in Lübeck und in Stralsund vergleichbar, verfügte allerdings über keinen Binnenhof.
Zwei unterkellerte Bürgerhäuser aus der ersten Hälfte des 13. Jahrhunderts bildeten das ursprüngliche Bauensemble, das noch heute den Kern des rechteckigen Baukörpers ausmacht. Bis heute sind die beiden Häuser von außen durch zwei in Ost-West-Richtung verlaufende Satteldächer und im Innern als zwei Schiffe zu erkennen. Die Wand in der Mittelachse wurde in jedem Geschoss durch spitzbogige Arkaden durchbrochen.
Im nördlichen der beiden Häuser kam seit der Vereinigung der Teilstädte der Rat zusammen und es wurde dort Gericht gehalten. Wie andere Rathäuser des Ostseeraums diente der Bau auch als Kaufhaus und Warenlager. In den Räumen zu ebener Erde und im gewölbten Keller wurden Verkaufsplätze eingerichtet, die vor allem an Tuchhändler verpachtet wurden. Als der Tuchhandel im Spätmittelalter an Bedeutung verlor, wurde der Keller in einen Bier- und Weinkeller umgewandelt. Bis heute ist in dem Gewölbekeller, der noch immer als Ratsschänke genutzt wird, der mittelalterliche Zustand des Rathauses am besten erhalten geblieben. Im weiträumigen Erdgeschoss dominieren die massiven, spitzbogigen Mittelarkaden. Beide Schmalseiten des Rathauses verfügten ursprünglich über jeweils zwei Portale, die aus den beiden Schiffen herausführten und von denen diejenigen zum Neuen Markt erhalten blieben. Anhand der nördlichen Längswand, deren mittelalterliches Mauerwerk vollständig erhalten ist, lässt sich im Erdgeschoss eine regelmäßige Reihe großer Spitzbogenfenster rekonstruieren, während die Fensteröffnungen im niedrigeren ersten Stock kleiner waren. Möglicherweise befand sich im Obergeschoss des Südschiffs ein großer Saal mit hölzernem Tonnengewölbe. Ein solcher Versammlungssaal, wie es ihn auch in Lübeck oder Stralsund gab, ist in Quellen als consistorium superioris belegt.
Die Gebäude wurden in der zweiten Hälfte des 13. Jahrhunderts um ein zweites Obergeschoss erhöht und durch eine monumentale gotische Schauwand aus glasierten farbigen Ziegeln zur Marktseite zusammengefasst. Zur Marktseite wurde eine ebenfalls zweigeschossige Laube vorgelagert. Giebel und Laube waren mit architektonischen Zierformen aufwändig gestaltet. Im späten 15. Jahrhundert erfolgte an der Südseite der Anbau eines dritten Gebäudes, des „Neuen Hauses“.

## Erweiterung, Umbauten und Sanierung in den vergangenen Jahrhunderten

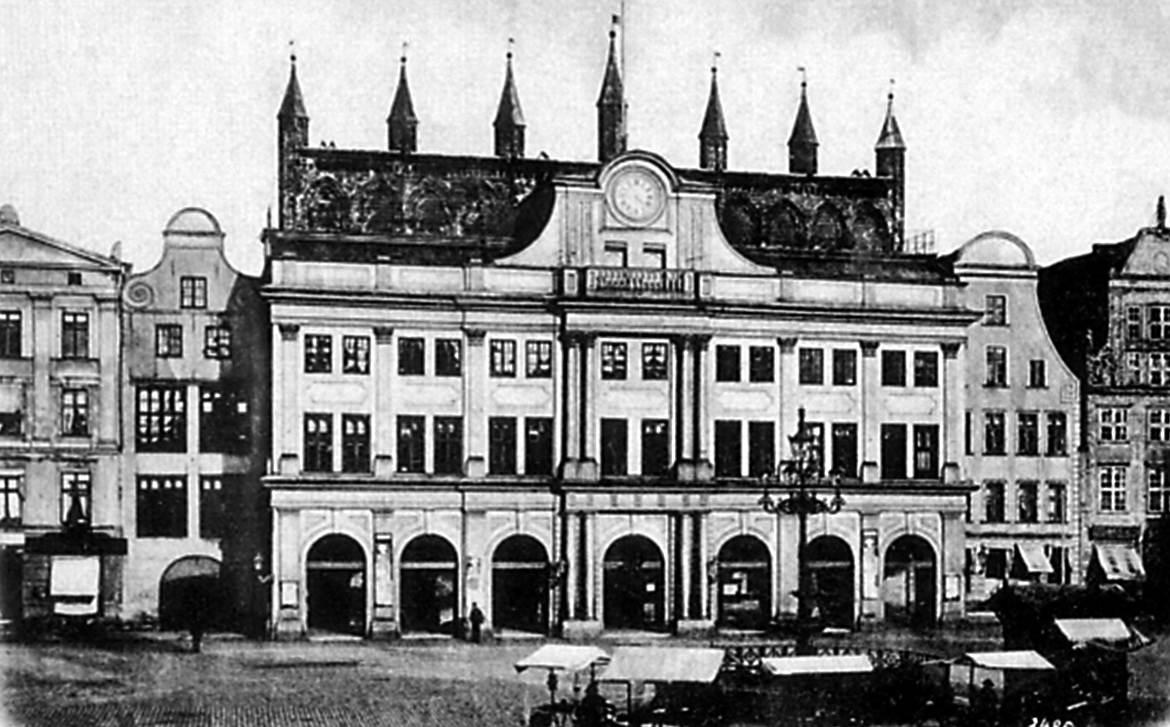
Rostocker Rathaus noch mit Giebelhäusern links und rechts daneben, Postkarte von 1900
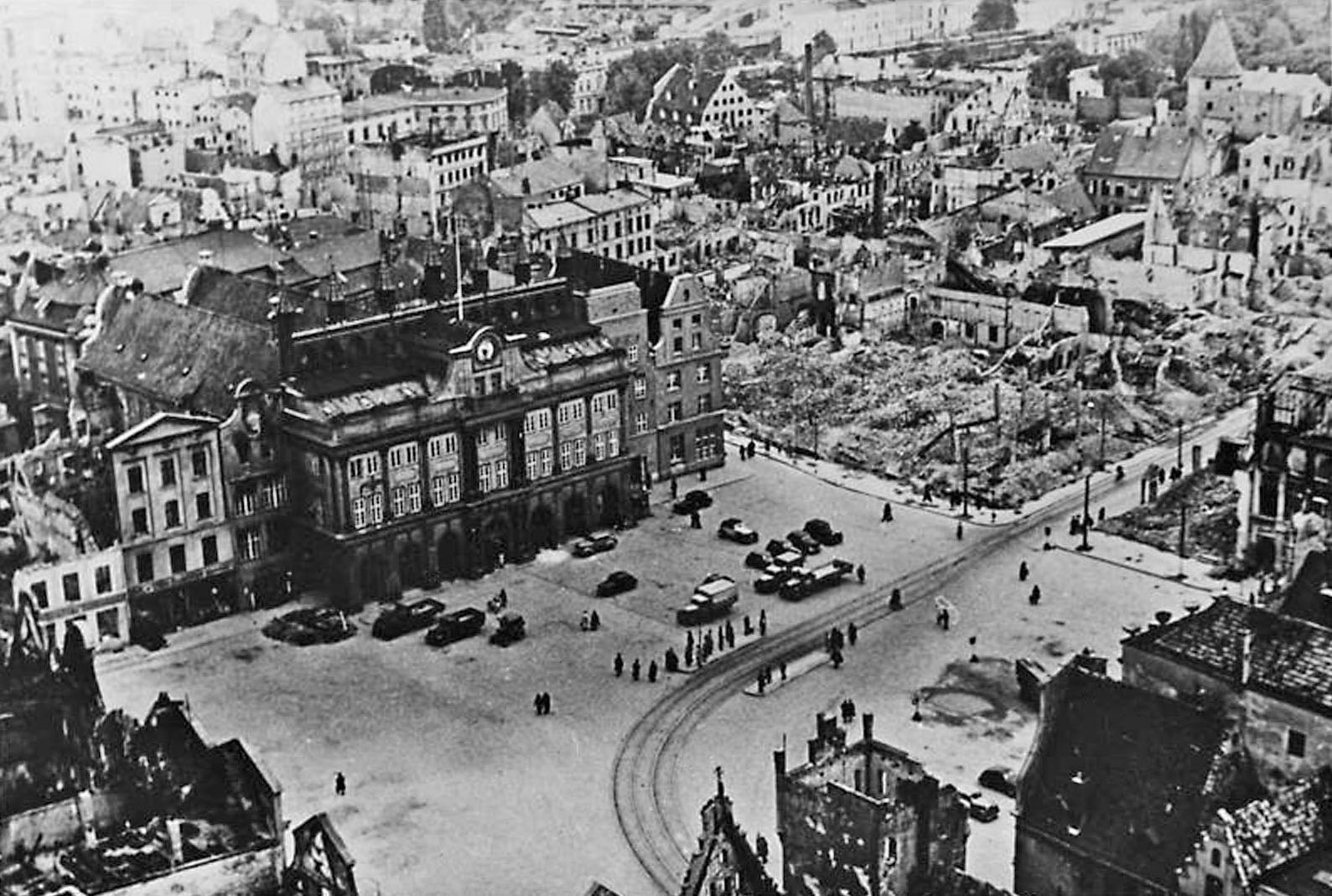
Teilzerstörter Neuer Markt mit unbeschädigten Rathaus (um 1943)
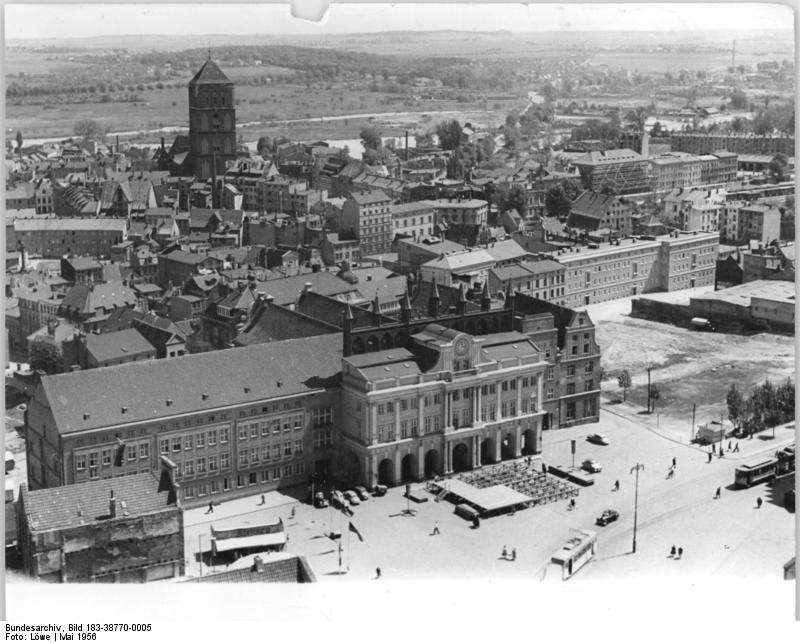
Rostocker Rathaus im Jahr 1956 mit „Hasenstall“ und Giebelhäusern
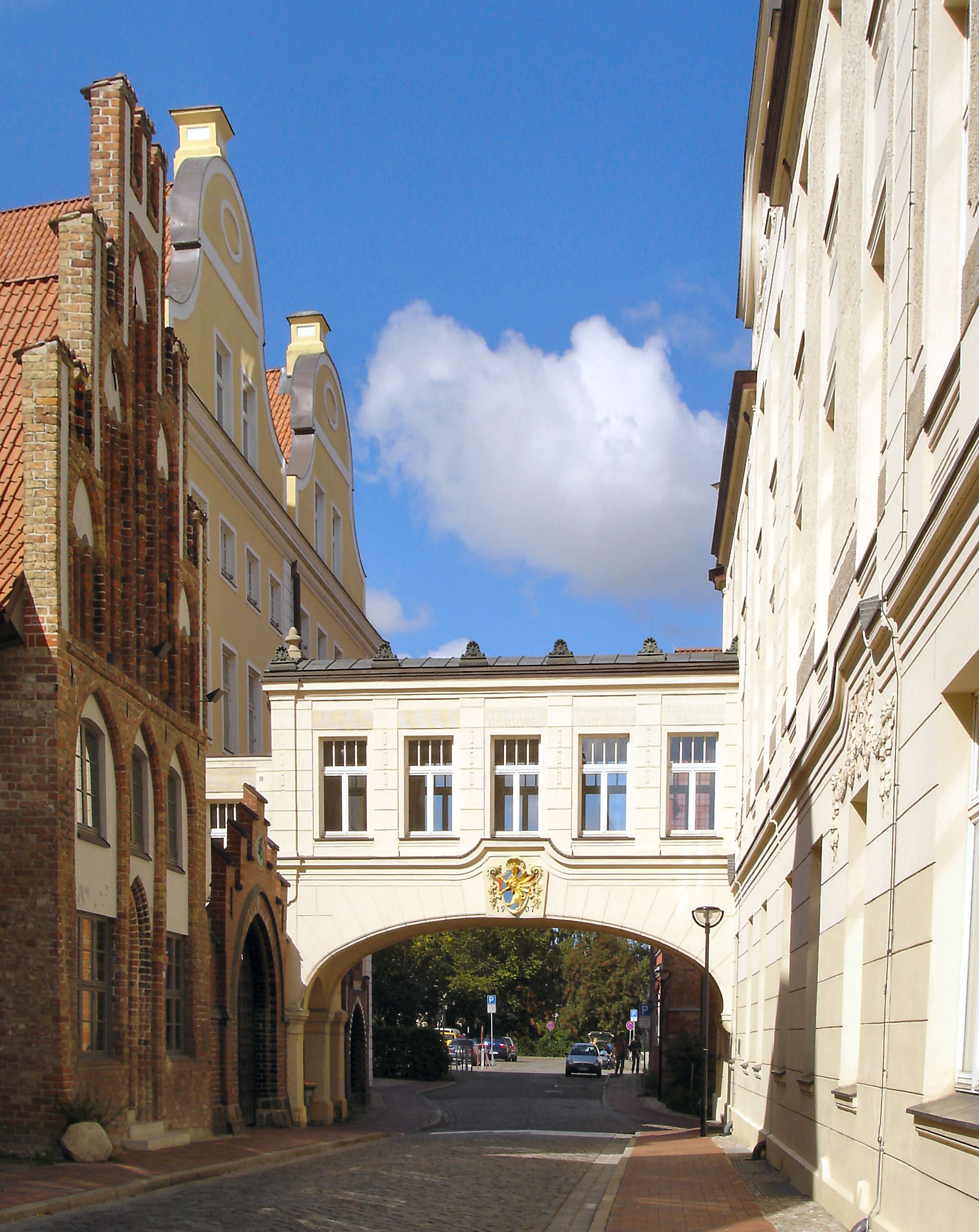
Übergang zum Stadthaus über die Gasse „Hinter dem Rathaus“

Der Laubenvorbau wurde durch Unwetter 1718 beschädigt, was 1726 zum Neubau eines Vorbaus nach französischen und italienischen Einflüssen durch den Sachsen Zacharias Voigt führte. Dieser barocke Vorbau verdeckt seitdem die spätgotische Backstein-Prunkwand. Unter den Kolonnaden finden sich Reste einer mittelalterlichen Wandbemalung, die Christus als Weltenrichter zeigt. 1735 erfolgten Umbauten im Innern des Hauses: es entstand der Festsaal mit seiner barocken Gestaltung.
Mit dem Wachstum der Stadt stieg im 19. Jahrhundert auch der Raumbedarf für die Stadtverwaltung. 1907 wurde das Rathaus nach Osten durch das Stadthaus erweitert. Die beiden Gebäude wurden mit einer überdachten Brücke, die über die Gasse „Hinter dem Rathaus“ führt, verbunden. 1935 wurden dann die Häuser Neuer Markt 33 und 34 mit in den Rathauskomplex einbezogen.
Den britischen Bombenangriff im April 1942 überstanden das Rathaus und die beiden Giebelhäuser rechts davon unbeschadet; der Ratsstubenanbau links neben dem Rathaus und das benachbarte Giebelhaus wurden jedoch vernichtet. Nur die Fassaden blieben stehen. Noch in den 1950er Jahren errichtete man an Stelle dieser Gebäude den nördlichen Rathausanbau im Stil des Funktionalismus – im Volksmund Hasenstall genannt. 1978 richtete ein Feuer großen Schaden an.
Nach 1990 erfolgte – begünstigt durch die politische Wende im Osten Deutschlands – eine gründliche Sanierung vieler Teile des Rathauses; insbesondere der nördliche Anbau trug danach den Anforderungen einer modernen Verwaltung Rechnung.

## Schlangenplastik
An der vierten nördlichen Säule der Arkaden befindet sich seit 1998 eine lebensgroße Schlangenplastik des Künstlers Erhard John. Bereits zuvor wurden verschiedene Schlangendarstellungen an der Fassade des Rathauses angebracht, die aber immer wieder gestohlen wurden. Die aktuelle Plastik ist deswegen fest mit der Bausubstanz verbunden. Die Schlange soll die Weisheit repräsentieren und den Besucher Rostocks einladen, die Stadt zu erkunden. Andere Interpretationen besagen die Doppelzüngigkeit einer Schlange soll auf die Gepflogenheiten im Rathaus hinweisen.

## Erweiterung, Umbauten und Sanierung im 21. Jahrhundert

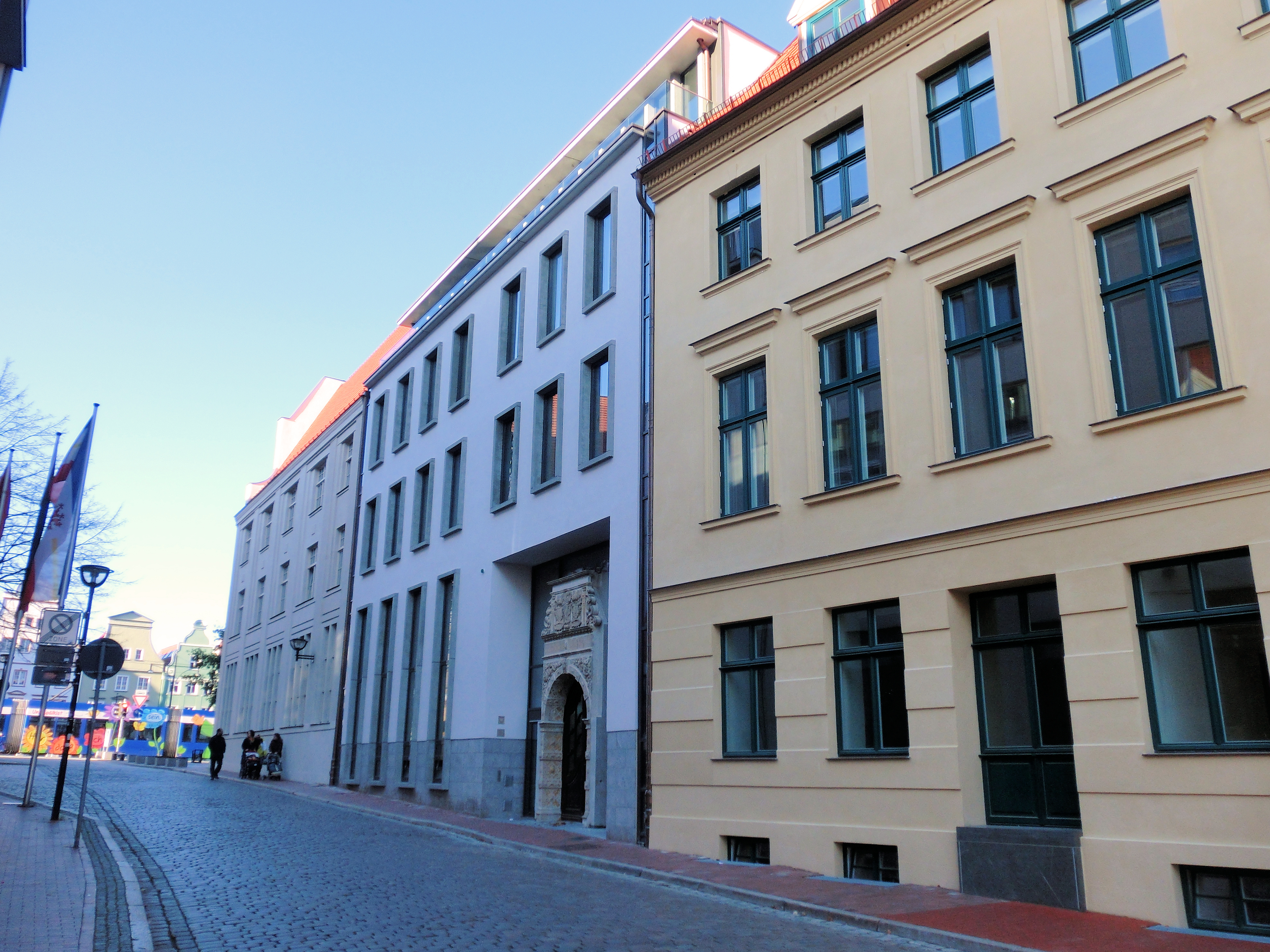
Südlicher Rathausanbau in der Großen Wasserstraße

2002 wurde die Sanierung des historischen Rathauses mit der Fertigstellung des Ratskellers abgeschlossen. Der nördliche Rathausanbau erhielt 2003 eine aufgewertete Dach- und Erdgeschosszone.
Zwischen 2010 und 2012 wurde das Rathaus um den südlichen Anbau (Neuer Markt 1a) erweitert. Dazu wurden die Giebelhäuser Neuer Markt 33 und 34 und das denkmalgeschützte Haus Große Wasserstraße 19 für die Nutzung durch die Stadtverwaltung umgebaut und saniert. Ein zwischen dem Giebelhaus Neuer Markt 34 und der Großen Wasserstraße 19 gelegenes Gebäude wurde abgerissen und ein Verbindungsbau zwischen diesen Gebäuden neu errichtet. Im Verbindungsbau an der Großen Wasserstraße befindet sich auch der Eingang zum südlichen Rathausanbau. Dieser wird durch ein in Bezug auf die ansonsten schmucklose Fassade etwas zurückgesetzte Kopie eines Renaissanceportals hervorgehoben; dieses schmückte ursprünglich den Eingang zum Giebelhaus Neuer Markt 33, das bereits 1910 einem Neubau weichen musste. In den zum Anbau gehörenden Giebelhäusern am Neuen Markt 1a befinden sich jetzt moderne Büros und Beratungsräume für das Ortsamt Stadtmitte und die Ausländerbehörde, im Verbindungsbau und im Haus Große Wassergasse 19 für die Verwaltung des Amtes für Management und Controlling und das Stadtamt Rostock.